# Çambel, Kemalpaşa
Çambel là một xã thuộc huyện Kemalpaşa, tỉnh İzmir, Thổ Nhĩ Kỳ. Dân số thời điểm năm 2010 là 1.015 người.